# Madden NFL '94
Madden NFL '94 est un jeu vidéo de football américain sorti en 1993 et fonctionne sur Mega Drive et Super Nintendo. Le jeu a été développé et édité par Electronic Arts.

## Accueil
- Video Games : 90 %(SNES)[1] - 87 %(MD)[2]